# Tigridosphaera bimaculata
Tigridosphaera bimaculata är en mångfotingart som först beskrevs av Pocock 1895.  Tigridosphaera bimaculata ingår i släktet Tigridosphaera och familjen Zephroniidae. Inga underarter finns listade i Catalogue of Life.